# Ukai
Ukai là một thị trấn thống kê (census town) của quận Surat thuộc bang Gujarat, Ấn Độ.

## Nhân khẩu
Theo điều tra dân số năm 2001 của Ấn Độ, Ukai có dân số 10.858 người. Phái nam chiếm 54% tổng số dân và phái nữ chiếm 46%. Ukai có tỷ lệ 76% biết đọc biết viết, cao hơn tỷ lệ trung bình toàn quốc là 59,5%: tỷ lệ cho phái nam là 84%, và tỷ lệ cho phái nữ là 67%. Tại Ukai, 10% dân số nhỏ hơn 6 tuổi.